# Backrovfluga
Backrovfluga (Andrenosoma albibarbe) är en tvåvingeart som först beskrevs av Johann Wilhelm Meigen 1820.  Backrovfluga ingår i släktet Andrenosoma och familjen rovflugor. Enligt den finländska rödlistan är arten akut hotad i Finland. Arten har ej påträffats i Sverige. Artens livsmiljö är torra och karga åsmoar. Inga underarter finns listade i Catalogue of Life.